# كاثرين برات هورتون
كاثرين برات هورتون (بالإنجليزية: Katharine Pratt Horton)‏ هي ناشِطة أمريكية، ولدت في 5 سبتمبر 1847 في بوفالو في الولايات المتحدة، وتوفي بنفس المكان في 28 أغسطس 1931.